# Unguma
Unguma (Duits: Undo) is een plaats in de Estlandse gemeente Saaremaa, provincie Saaremaa. De plaats heeft de status van dorp (Estisch: küla) en telt 22 inwoners (2021).
Tot in oktober 2017 lag de plaats in de gemeente Pöide. In die maand ging Pöide op in de fusiegemeente Saaremaa.
Unguma ligt aan de zuidkust van het eiland Saaremaa. De plaats heeft een kleine haven, Unguma sadam.

## Geschiedenis
Unguma werd voor het eerst genoemd in 1738 onder de naam Ungoma Ahd, een boerderij die onder het dorp Kõiguste viel. In 1798 stond Unguma bekend als Ungema en was het een dorp en tevens een Beihof, een landgoed dat onderdeel uitmaakt van een ander landgoed, in dit geval Peudehof (Oti).
Tussen 1977 en 1997 maakte Unguma deel uit van het buurdorp Neemi.